# Lee Smith (baseball)
Pour les articles homonymes, voir Smith et Lee Smith.
Lee Arthur Smith (né le 4 décembre 1957 à Shreveport, Louisiane) est un ancien joueur américain de baseball qui a joué comme lanceur de relève pour 8 équipes différentes entre 1980 et 1997. Pendant ses 18 saisons, il a réalisé 478 sauvetages. Depuis, Trevor Hoffman et Mariano Rivera ont tour à tour battu les records de sauvetages et de match terminés autrefois détenus par Smith.

## Carrière
L'ancien recordman des sauvetages est éligible à l'élection au Temple de la renommée du baseball depuis 2003 et a 15 ans pour voir son nom choisi par 75 % des membres de l'Association des chroniqueurs de baseball d'Amérique et être admis au Panthéon. En 2012, il reçoit 50,6 % d'appuis à sa 10e tentative. Trois ans plus tard, ses appuis sont cependant tombés à 30,2 %, avant de faire une lègère remontée à 34,1 % en 2016 à son avant-dernière année d'éligibilité. Après avoir reçu 34,2 % des votes et raté l'élection une dernière fois en 2017, il est définitivement écarté des bulletins.

## Faits marquants
- Élu 7 fois dans l'équipe des étoiles
- Élu 3 fois le releveur de l'année

### Après sa carrière de joueur
Smith était l'instructeur des lanceurs de l'équipe d'Afrique du Sud lors de la Classique mondiale de baseball 2009,.

## Statistiques en carrière
| Statistiques de lanceur |            |            |     |    |    |    |     |       |      |      |
|                         |            |            | G   | GS | W  | L  | SV  | IP    | SO   | ERA  |
| Totaux                  | 15 saisons | 15 saisons | 882 | 0  | 53 | 60 | 524 | 942.2 | 1009 | 2,73 |